# 多节野古草
多节野古草（学名：Arundinella nodosa）为禾本科野古草属的植物，为中国的特有植物。分布于中国大陆的云南南部等地，生长于海拔540米至1,400米的地区，见于河边石缝、河边石上和石上，目前尚未由人工引种栽培。